# 1836 a tudományban
Az 1836. év a tudományban és a technikában.

## Születések
- január 4. – Chyzer Kornél orvos, balneológus, zoológus, a Magyar Tudományos Akadémia tagja, a magyar közegészségügy egyik úttörője († 1909)
- május 17. – Norman Lockyer angol fizikus, amatőrcsillagász. Pierre Janssen francia tudóssal közösen mutatta ki a hélium gázt a Nap légkörében. A Nature folyóirat alapítója és első szerkesztője († 1920)
- július 20. – Thomas Clifford Allbutt angol orvos, az orvosi hőmérő feltalálója († 1925)
- szeptember 7. – August Toepler német fizikus, feltaláló († 1912)

## Halálozások
- június 10. – André-Marie Ampère francia fizikus, kémikus, matematikus. Nevét őrzi az áramerősség SI-mértékegysége, az amper (* 1775)
- augusztus 25. – Christoph Wilhelm Hufeland német orvos (* 1762)
- augusztus 25. – William Elford Leach angol zoológus és tengerbiológus (* 1790)
- szeptember 17. – Antoine-Laurent de Jussieu francia botanikus, aki elsőként foglalkozott a zárvatermők osztályozásával (* 1748)
- november 16. – Christian Hendrik Persoon dél-afrikai mikológus (* 1761)
- november 26. – John Loudon McAdam skót mérnök, aki elsőként alkalmazta a nevét viselő makadám útburkolatot (* 1756)